# Synema caucasicum
Synema caucasicum är en spindelart som beskrevs av Aleksander Stepanovich Utochkin 1960. Synema caucasicum ingår i släktet Synema och familjen krabbspindlar. Inga underarter finns listade i Catalogue of Life.